# Trégastel
Trégastel é uma comuna francesa na região administrativa da Bretanha, no departamento Côtes-d'Armor. Estende-se por uma área de 7,01 km². Em 2010 a comuna tinha 2 574 habitantes (densidade: 367,2 hab./km²).

## Photos

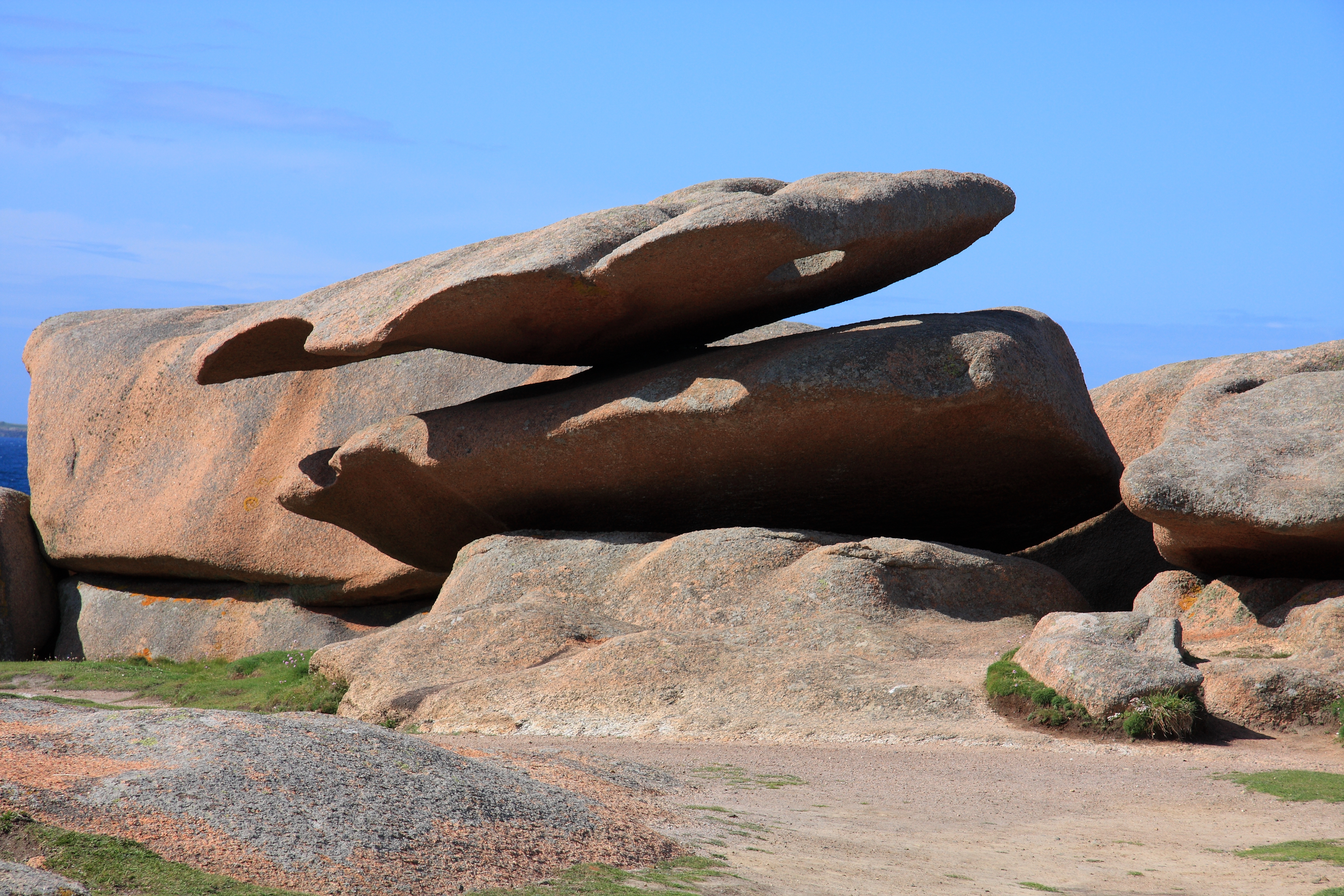
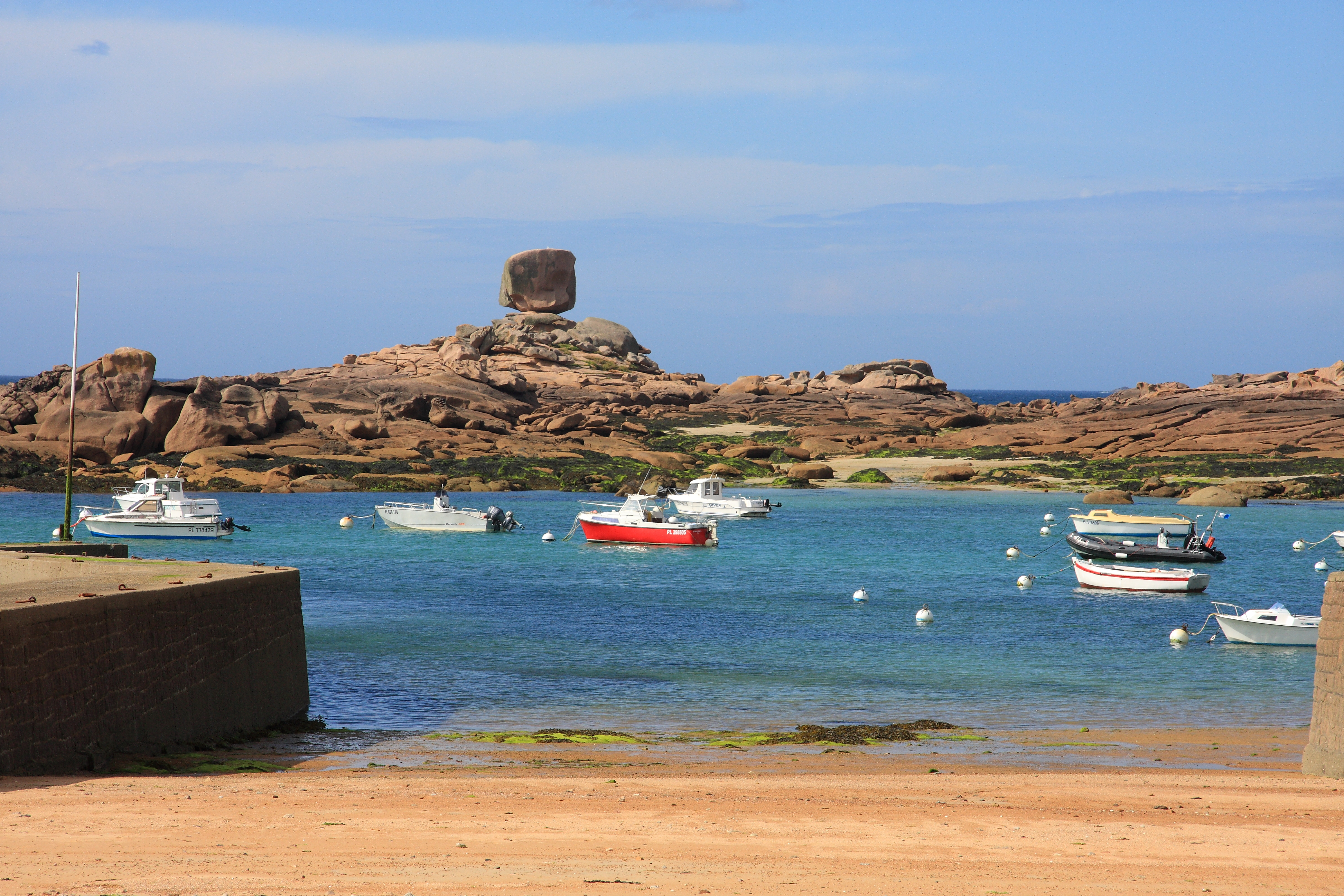
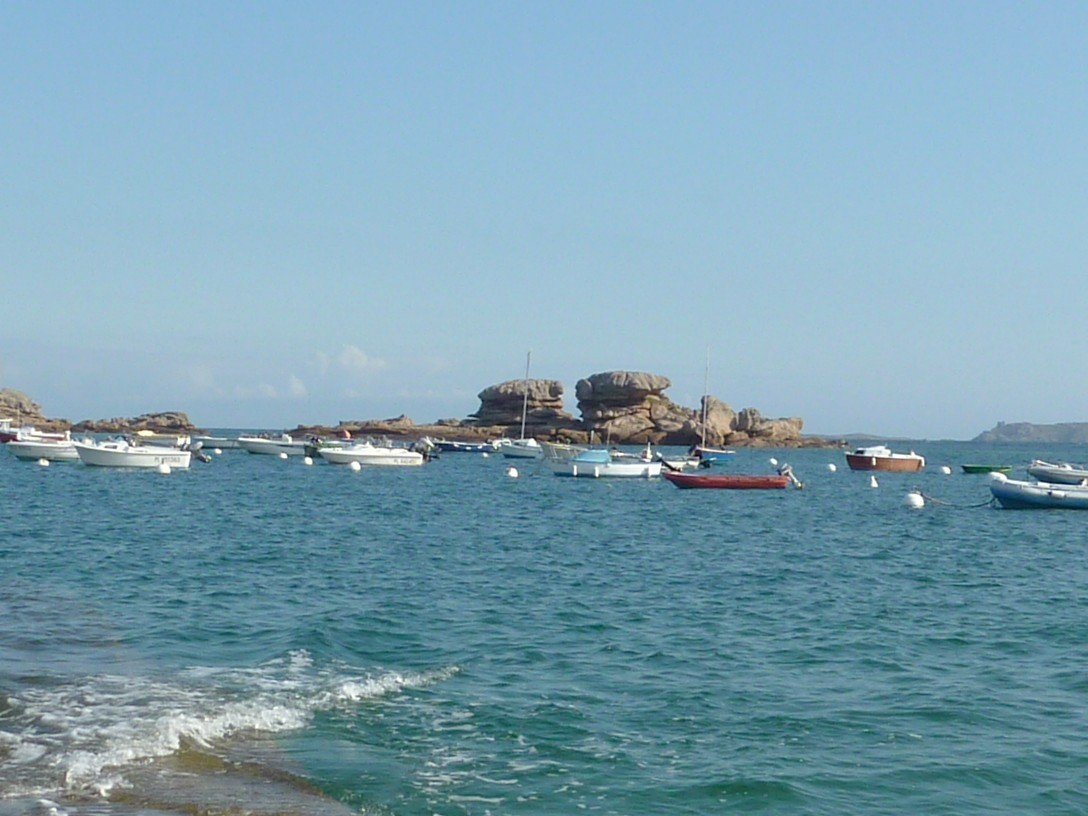
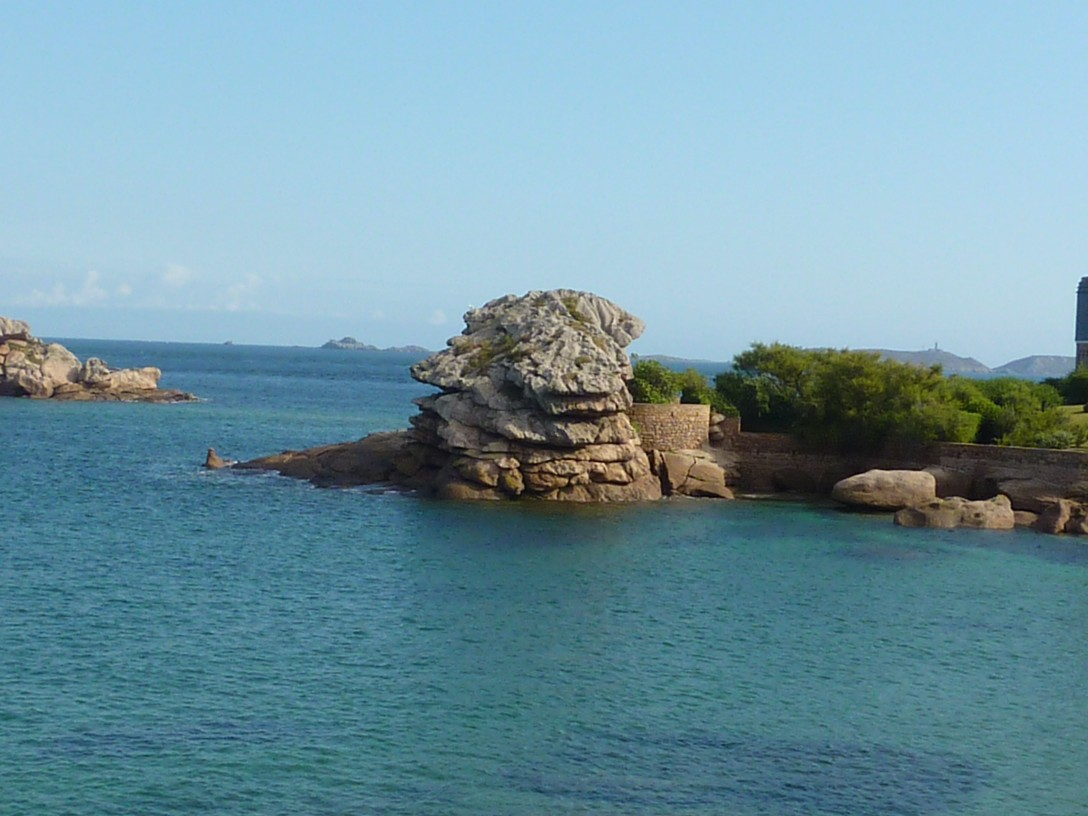
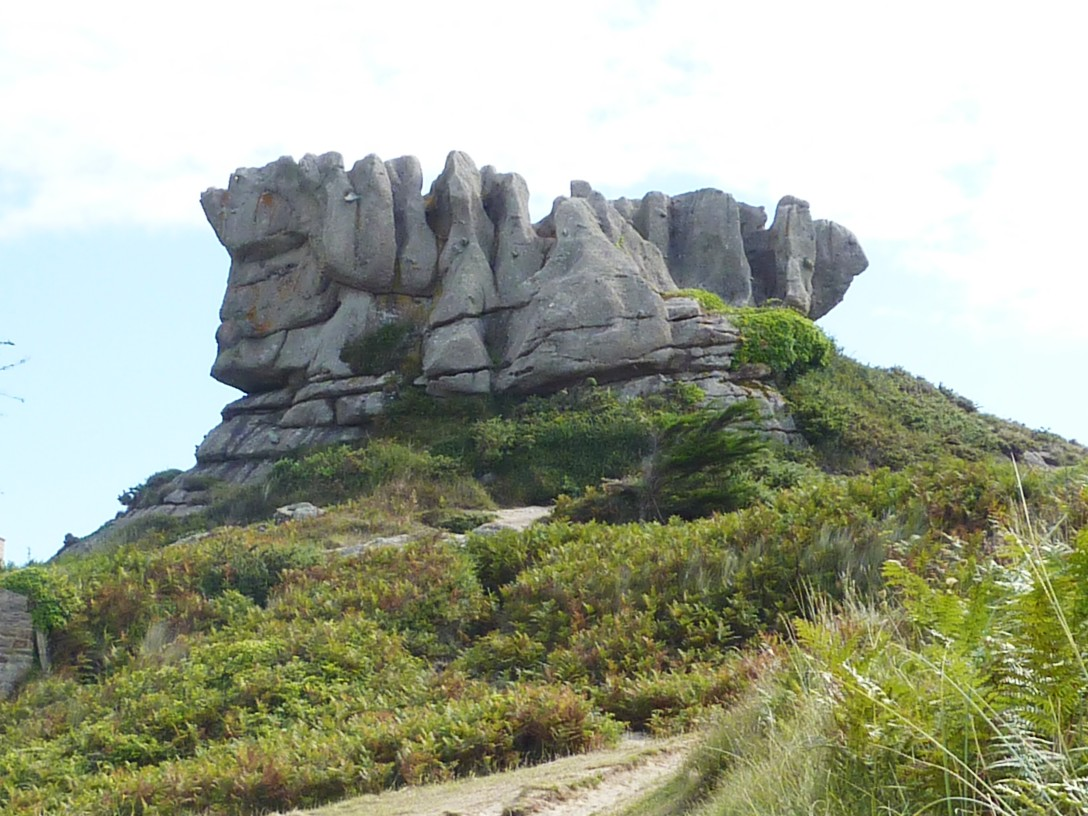
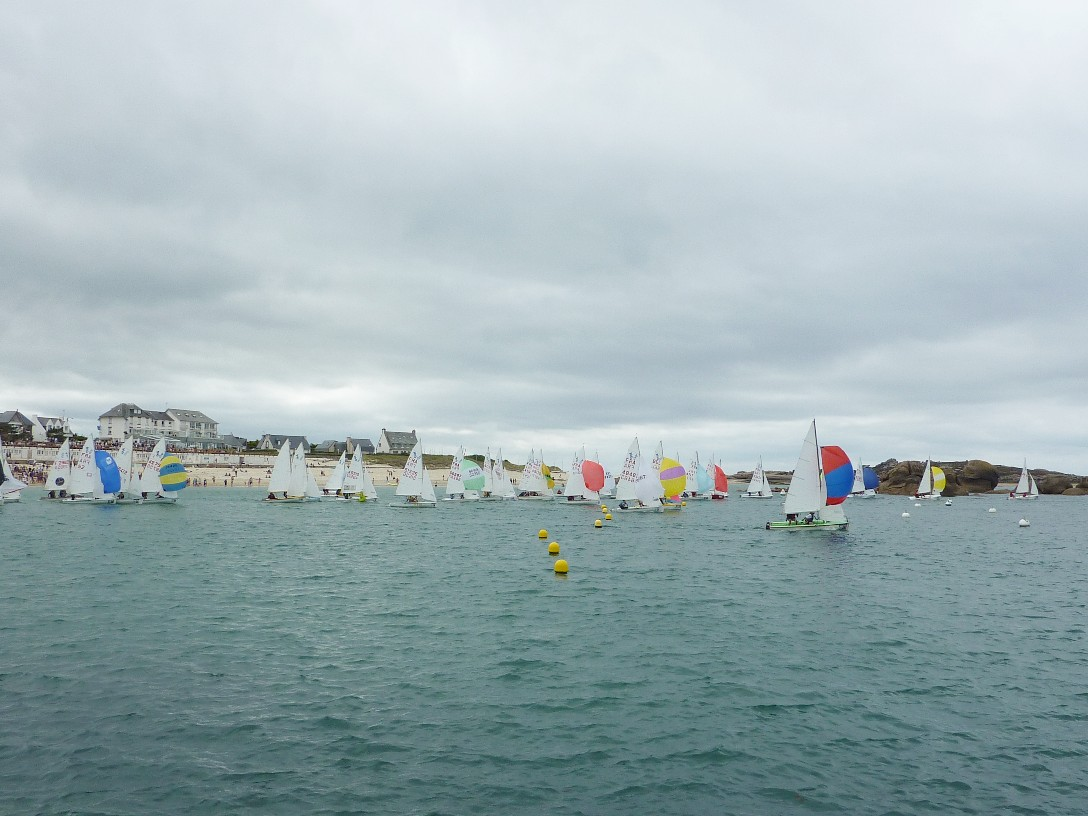
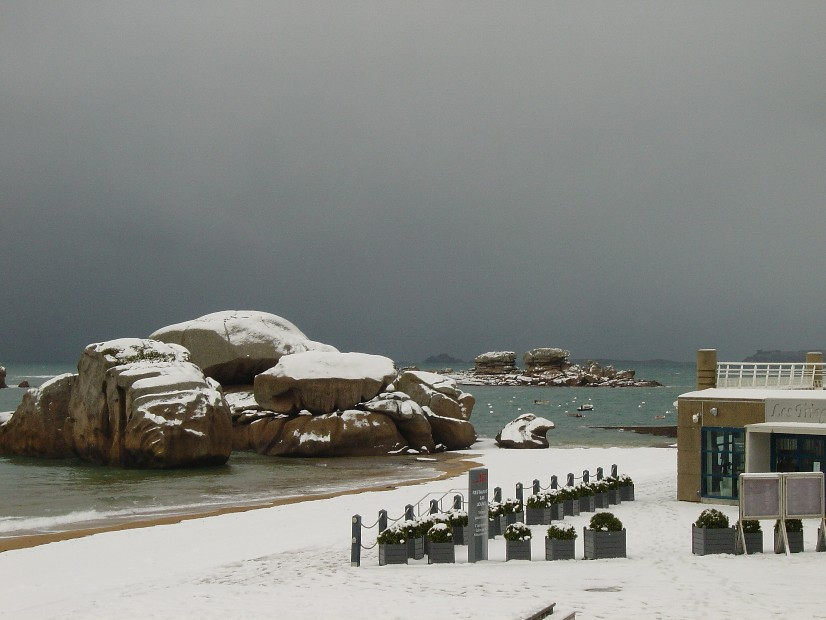